# Kontusz

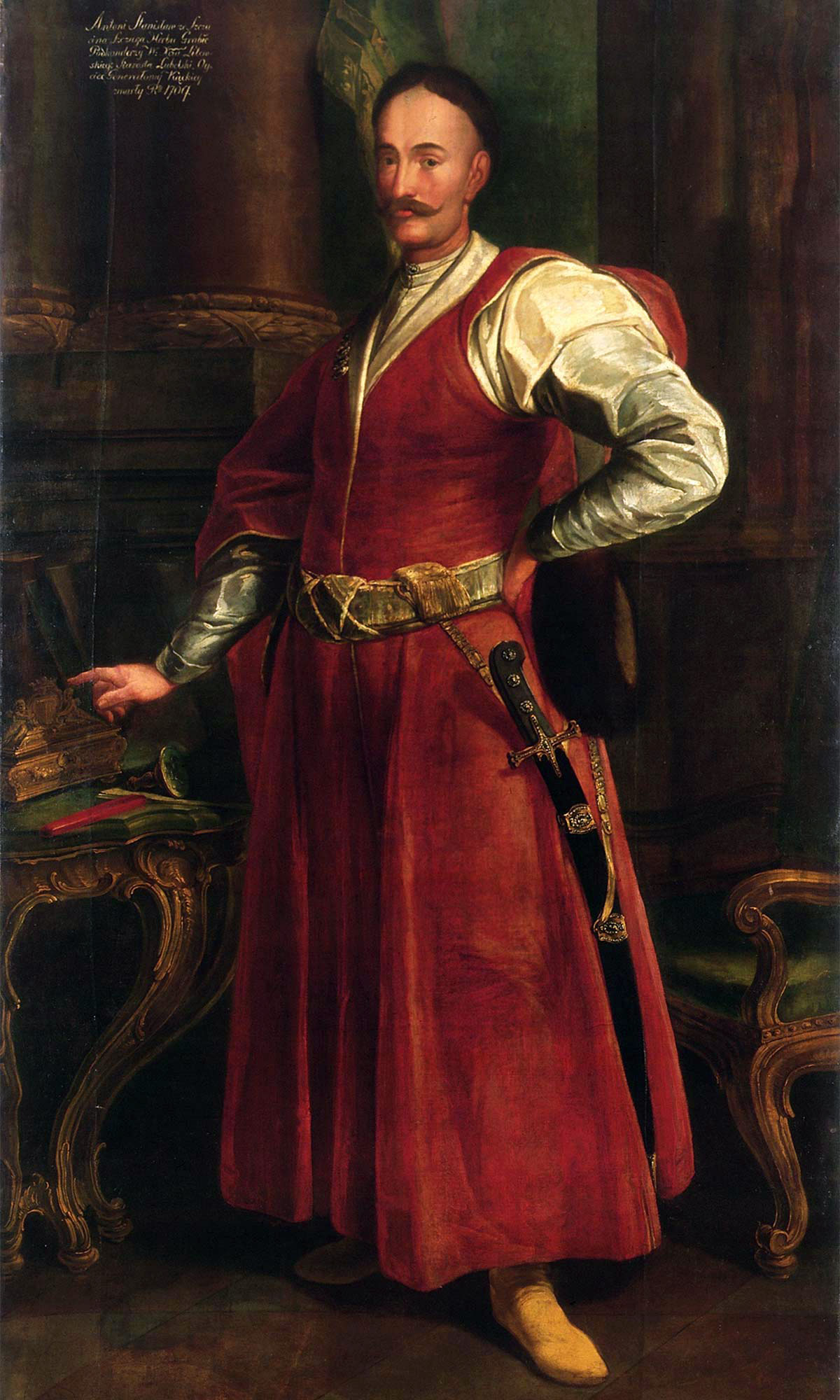

Áo choàng Kontusz (tiếng Ba Lan, số nhiều là kontusze; tiếng Ukraina: кунтуш, tiếng Litva: kontušas, tiếng Hungary: köntös – có nghĩa là áo choàng) là một loại y phục mặc bởi giới quý tộc Hungary, Ba Lan và Litva. Nó trở nên thông dụng vào thế kỷ thứ 16 và du nhập vào nhà nước Thịnh vượng chung Ba Lan – Litva thông qua Hungary từ Thổ Nhĩ Kỳ. Đến thế kỷ thứ 17, kontusz trở thành một loại trang phục quý tộc của người dân Ba Lan và quân đội Zaporozhian cossack.
Kontusz là một chiếc áo choàng dài, thường dài quá đầu gối, có nhiều cúc được trang trí ở phía trước áo. Tay áo dài và rộng, trong những ngày mùa hè nóng nực, tay áo có thể được bỏ ra phía sau. Trong những ngày mùa đông thì người ta có thể gắn thêm một lớp bông bên trong áo kontusz hoặc choàng bên ngoài chiếc kontusz một chiếc áo choàng delia. Kontusz thường có màu sắc sặc sỡ với lớp lót có màu tương phản. Kontusz được mặc với một dải dây dài và rộng được gọi là pas kontuszowy.
Kontusz thực tế là một loại y phục trang trí và thể hiện địa vị xã hội hơn là một loại trang phục có giá trị sử dụng cao. Tương truyền, loại áo choàng này được mặc lần đầu tiên bởi giới quý tộc (szlachta) của Vươn quốc Ba Lan, Đại công quốc Litva và nhà nước Thịnh vượng chung Ba Lan – Litva, nó được đem về từ đế quốc Ottoman để thể hiện chiến công.
Việc quăng tay áo kontusz ra phía sau và vuốt ria mép được coi là tín hiệu sẵn sàng chiến đấu.
Ở Ba Lan, áo choàng kontusz chỉ được giới quý tộc mặc, tuy nhiên sau đó nó cũng được quân đội Zaporozhian cossacks sử dụng khi nhà nước Ukraina và vùng Ruthenia nằm dưới sự cai trị của Ba Lan.